# Hawker Henley
Hawker Henley là một loại máy bay huấn luyện kéo mục tiêu bay của Anh, được phát triển từ loại Hawker Hurricane, nó được trang bị cho RAF trong Chiến tranh thế giới II.

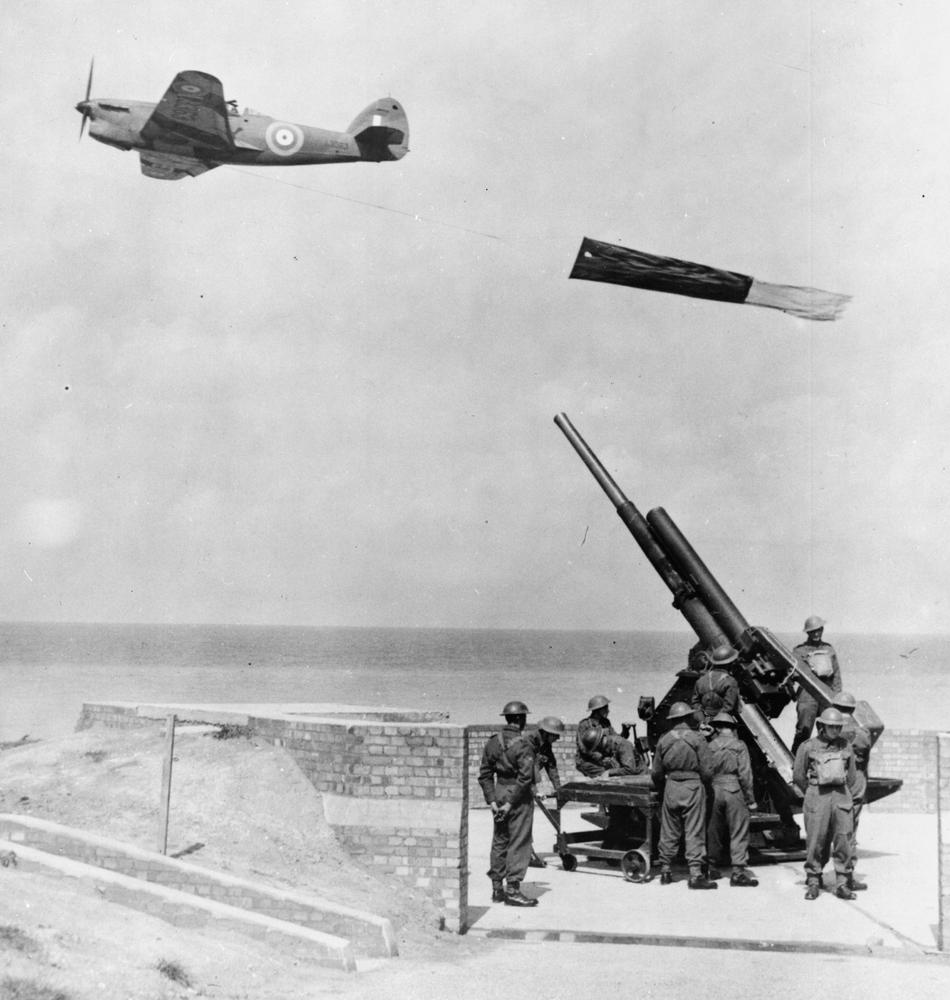
Hawker Henley

## Biến thể
Henley I
Henley II
Henley III
Hawker Hotspur

## Quốc gia sử dụng
Anh Quốc
- Không quân Hoàng gia

## Tính năng kỹ chiến thuật (Henley Mk III)

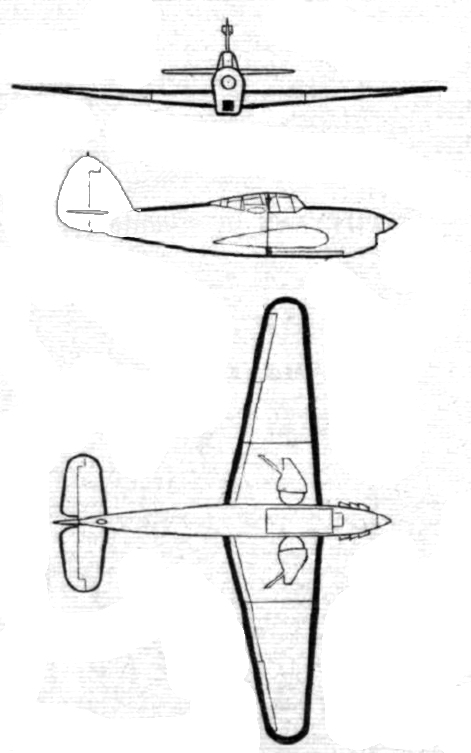

Đặc điểm tổng quát
- Kíp lái: 2
- Chiều dài: 36 ft 5 in (11,10 m)
- Sải cánh: 47 ft 10½ in (14,59 m)
- Chiều cao: 14 ft 7½ in (4,46 m)
- Diện tích cánh: 342 ft² (31,77 m²)
- Trọng lượng rỗng: 6.010 lb (2.726 kg)
- Trọng lượng cất cánh tối đa: 8.840 lb (3.846 kg)
- Động cơ: 1 × Rolls-Royce Merlin II kiểu động cơ piston thẳng hàng, 1.030 hp (768 kW)

 Hiệu suất bay 
- Vận tốc cực đại: 272 mph trên độ cao 17.500 ft (438 km/h trên độ cao 5.300 m)
- Vận tốc hành trình: 235 mph trên độ cao 15.000 ft (378 km/h trên độ cao 4.500 m)
- Tầm bay: 950 mi (1.529 km)
- Trần bay: 27.000 ft (8.200 m)
- Vận tốc lên cao: 1.150 ft/phút (340 m/phút)
- Tải trên cánh: 25,9 lb/ft² (121 kg/m²)
- Công suất/trọng lượng: 0,121 hp/lb (0,200 kW/kg)